# 남아프리카 공화국의 역사
남아프리카 공화국의 역사는 이민으로 시작하여, 원주민들과의 갈등으로 그 역사가 전개된다. 코이산족은 그 지역에 1백만년을 살아온 원주민이었다. 남아프리카 공화국의 흑인은 아프리카의 선사 시대에 대호수 지역에서 기원하였다고 믿어진다. 남아프리카 공화국의 백인은 유럽 이민자들의 후손이며, 그들의 남아프리카 공화국의 소산으로 여긴다. 이것은 남아프리카 공화국의 유색인종과 인디언, 아시아계, 유대인도 마찬가지이다.

## 유럽 이민 이전
이 땅에 처음으로 인류가 출현한 것은 300만년 전 스테르크폰테인, 스와르트크란스, 크롬드라이 화석 호미니드 지역 및 주변지역의 인류화석 유적에서 오스트 화석이 발견되었다.
다음 수렵 채집을 하던 코이코이족 산족이 이 땅에 살고 있었지만, 카메룬 부근에서 반투계 민족이 남하하여, 코이코이족과 산족을 쫓아내거나 동화시키면서 서기 300년 경에는 현재 남아프리카 공화국 북부 트란스발까지 진출하여 1000년 경에는 피쉬 강 이북의 선까지 왔다. 그러나 반투 열대 기원 작물을 주로 재배하고 있었기 때문에, 피쉬 강 이남에서는 기후가 맞지 않고 농작물을 기를 수 없었다. 그래서 그 이남에서는 코이코이족이 이전과 다르지 않은 수렵 생활을 영위하고 있었다. 피시 강 이북의 코사족, 나탈의 그니인, 하이펠트(오렌지 자유주와 트란스발 지역)에서는 소토족과 츠와나족 등이 철기를 사용하며, 농경과 목축을 영위하면서 작은 연맹체를 구성하고 있었다. 1050년부터 1270년 무렵까지는 국토 북단의 마풍브에서 고도의 도시 문명이 번성하고 있었다.

## 케이프 식민지

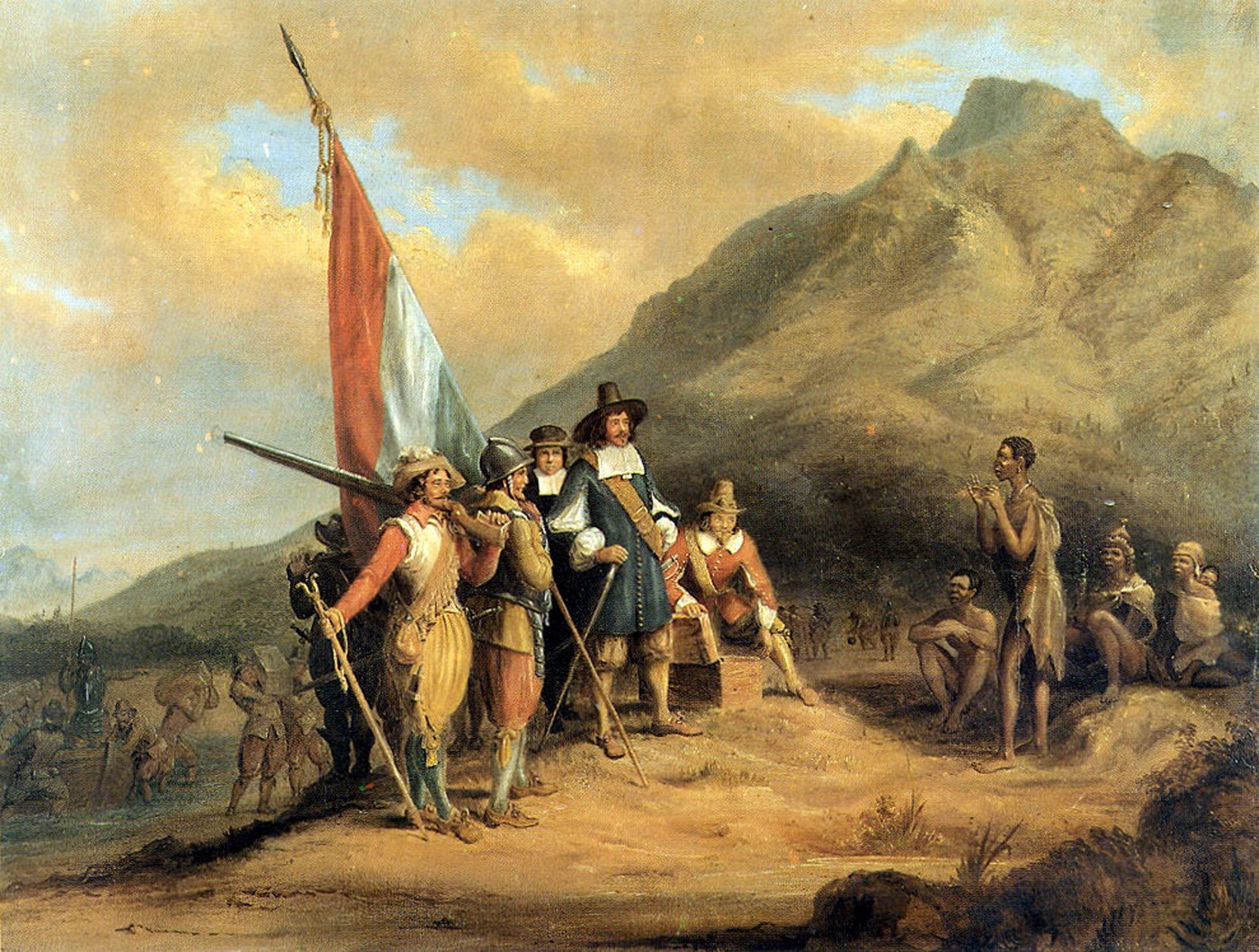
얀 반 리베크의 도착

이 지역에서 유럽인들의 역사는 1488년, 바르톨로메우 디아스가 희망봉에 도착해서 부터이다. 곧 바스코 다 가마가 더반 근처에서 내항하여 도착한 날짜를 따서 이 지역을 나탈(네덜란드어로 크리스마스)이라고 이름지었다. 그 후 100 여년 동안 도시와 특산물이 없는 이 지역에 유럽은 관심을 보이지 않았다. 그러나 곧 무역이 활발해지게 됨에 따라 해상 교통의 요충지로 당시 해상 교역의 우위에 있던 네덜란드 동인도 회사에서 희망봉 주변에 보급 기지를 만든다.
1652년 4월 6일, 얀 반 리베크가 이끄는 네덜란드 동인도 회사의 4척의 배가 테이블 만에 도착하고, 보급을 목적으로 한 정착촌을 건설했다. 이곳을 케이프타운으로 이름지은 이후 개척의 거점이되었다. 1657년에 처음 자유 정착민이 케이프에 정착하고 1683년에는 내륙 최초의 거점으로 스테렌봇슈가 건설되었다. 1688년부터 1689년 사이, 낭트 칙령을 폐지해서 탄압을 받은 프랑스의 위그노 200 가족이 케이프에 이주한 이후 조금씩 정착을 진행 하였다. 정착 과정에서 이민자들이 네덜란드인과 다른 소수 민족 그룹을 형성하고 있고, 보어인이라고 불리게 되었다.

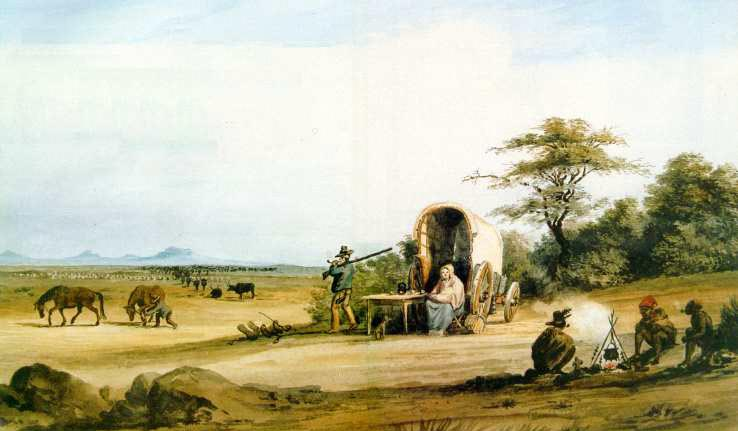
최초의 트렉보어

케이프 사회는 케이프타운의 도시 사회와 지역에 위치한 대규모 농원, 그리고 그곳에서 목축을 했던 사람(트렉 보어)으로 크게 나뉘어 있었다. 트렉 보어들은 코이코이족을 내쫓으면서 오지로 진출 하였다. 그러나 북쪽은 사막이고, 동쪽은 강력한 경쟁자인 코사족의 출현으로, 그들의 전진은 피시 강에서 멈췄고, 코사족과 1779년 일시적으로 교전 상태가 이어졌다.

## 그레이트 트렉
유럽에서 나폴레옹 전쟁이 발발하고, 케이프 식민지의 네덜란드 지배는 종말을 고하였다. 영국은 1795년에 케이프를 점령하고, 1803년 전년에 맺은 아미앵 조약에 따라 바타비아 공화국에 케이프를 반환했지만 1806년 다시 점령되어 1814년에 정식으로 영국령 케이프 식민지가 출범했다.

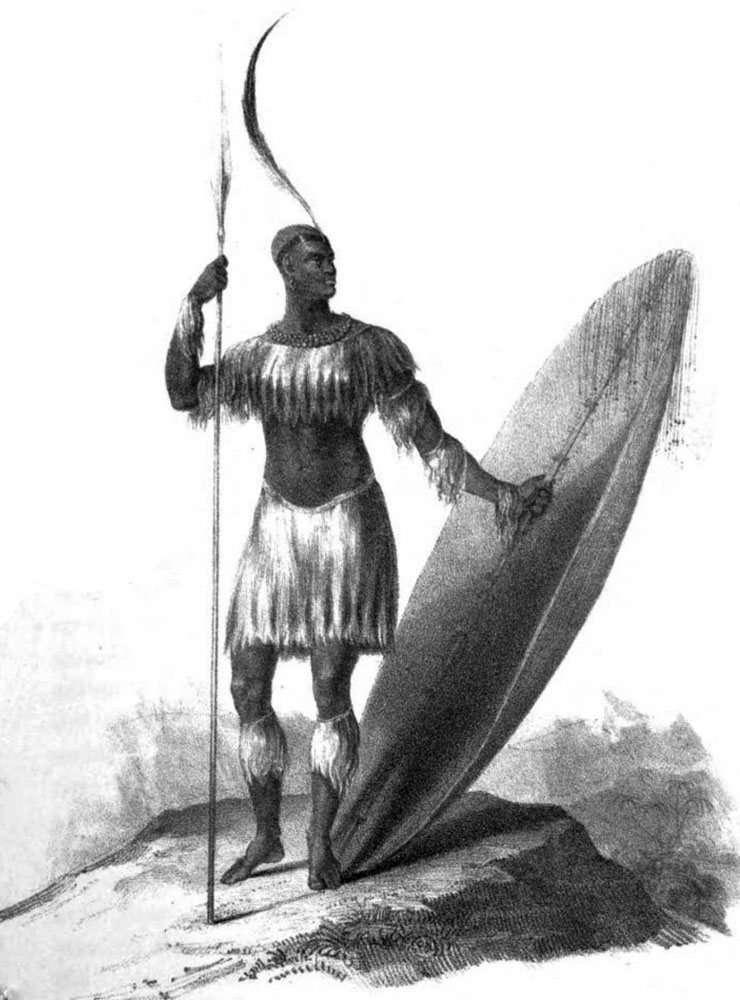
샤카 줄루

케이프 식민지가 영국령이 된 무렵 동쪽 나탈에서는 큰 변화가 일어나고 있었다. 응구니에(Ngounie)의 일부 부족이었던 줄루족의 샤카 줄루가 줄루 왕국을 건설하고, 사방으로 침략을 시작했기 때문이다. 줄루는 짧은 창을 중심으로 한 강력한 군대를 보유하였고, 인근 부족을 차례 차례로 제압 하였다. 줄루는 강력한 국가였지만, 안에는 공포 정치를 자행하고, 밖에서 약탈 폭행을 일삼았기 때문에 위기를 느낀 인근 다른 민족은 일제히 줄루 영역에서 대이동을 시작했다. 데베레족, 코로로족, 샨간족 등과 같이 멀리 도피하는 민족이 나오는 반면 스와지인(오늘날의 에스와티니)과 소토인(오늘날의 레소토)처럼 거주 지역 방어를 굳게해서 국가를 성립하는 민족도 나타났다. 이 혼란을 "음페카네"(Mfecane)라고 부른다. 이 혼란으로 인해 1820년대에서 1830년대에 걸쳐 하이펠트 일대는 사람도 부족도 없는 황야로 변해 있었다.
케이프 식민지에서는 영국인과 보어인의 대립이 첨예해지고 있었다. 케이프의 공용어는 영어가 되었고, 1820년에는 영국 최초의 이민자가 케이프에 도착했다. 1828년에는 총독령 50호가 제정되어 1809년 시행된 호텐토트 조례가 폐지되었기 때문에, 보어인들 사이에 심각한 노동력 부족현상이 일어났고, 또한 1833년에 대영제국 전역에서 노예 제도가 폐지되고, 특히 노예에 의존해 대규모 농장을 경제의 중심으로하는 이스턴 케이프에서는 그 불만이 정점에 도달했다.

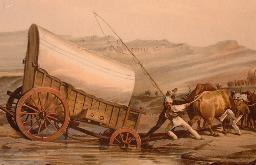
그레이트 트렉

1834년, 피터 레티프 등 이스턴 케이프의 보어인 유력자가 그레이엄스타운(Grahamstown)에 집결하여 영국인들의 나탈 이동을 결정하고, 1835년 이동을 시작했다. 이것을 《그레이트 트랙》이라고 부른다. 당시 내륙은 음페카네로 피폐했고, 보어인들은 신속하게 세력을 넓힐 수 있었다. 보어인은 내륙의 데베레족을 격파하고 본대는 1838년 1월 28일 나탈에 도착했다. 여기에서 줄루족의 기습을 당해 피터 레티프 등은 목숨을 잃고, 1838년 12월 18일에 안드리스 프레토리우스의 지휘 아래 보어군은 브래드 리버 전투에서 줄루족을 격파하고 1839년 10월 12일에 《나탈 공화국》을 건설했다.
그러나 나탈 공화국은 혼미스러웠고, 영국의 개입을 불러 1843년 5월 12일에 나탈 공화국은 붕괴되었다. 보어인의 대부분은 내륙으로 전진해, 오렌지 강 이북과 바르 강 이북에 두 개의 정부를 수립했다. 영국은 1848년에 오렌지 강 주권국가를 건국하고, 이 지역을 영국의 영향 하에 두려고 했지만, 보아인이나 소토인 등의 저항에 맞게되어, 결국 1852년 1월 17일 《샌드 리버 협정》에 의해서 《트란스발 공화국》(정식 명칭 남아프리카 공화국)이, 그 다음에 1854년 2월 23일에 《볼룸폰테인 협정》에 의해서 《오렌지 자유국》이 독립을 인정받았다.

## 보어 전쟁

### 제1차 보어 전쟁

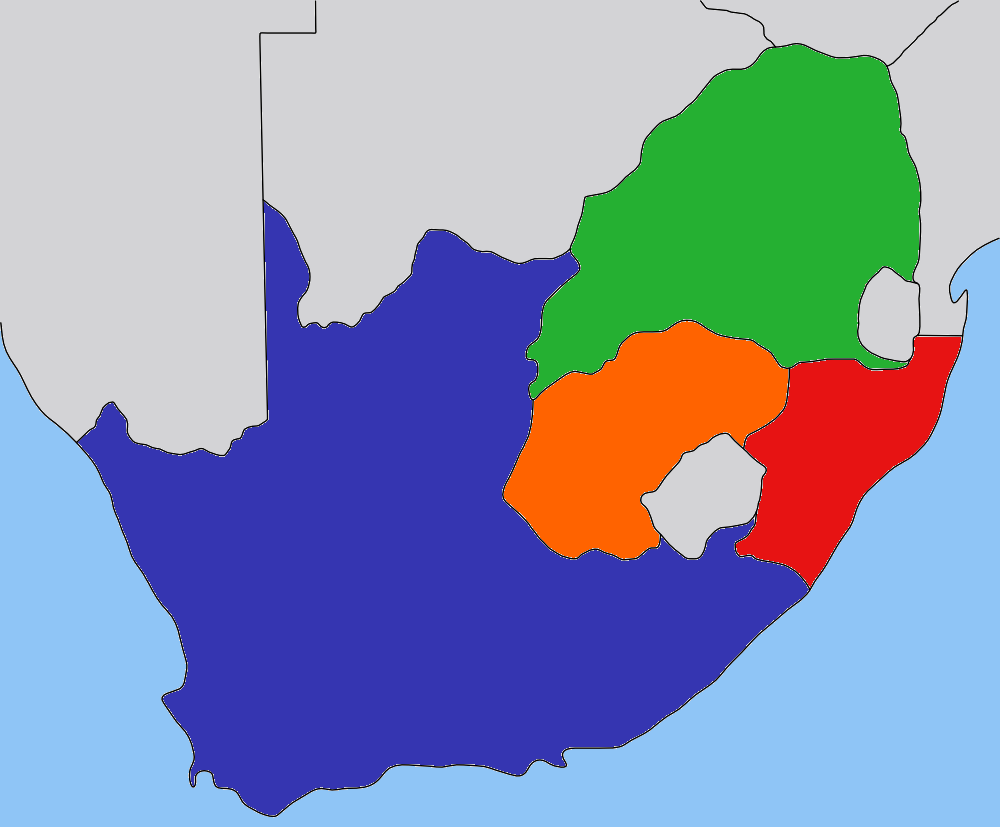
19세기 남아공화국
트란스발 공화국
오렌지 자유국
나탈 식민지
케이프 식민지

그레이트 트렉 후 이 지역은 4 개의 백인 정부 (트란스발 공화국, 오렌지 자유공화국, 케이프 식민지, 나탈 식민지)와 다수의 흑인 왕국이 공존하였다.
케이프 식민지에서는 1853년 의회가 설립되었으며, 영국령 내의 자치 식민지로 길을 수 있었다. 영국은 케이프를 인도가 아니라 캐나다 및 오스트레일리아와 동일하게 취급하는 것을 결정하고, 재산 제한 선거제가 시행되었다. 이것은 인종을 가리지 않고, 모든 인종에게 동일한 금액의 일정액의 소득이 있는 경우 유색인종이나 흑인도 투표권을 가질 수 있었다. 그럼에도 불구하고, 두 인종의 유권자는 총 유권자의 15%를 초과하지 못했고, 케이프 식민지 역사를 통해 한번도 두 인종에서 대표 의원도 나오지 않았다. 영국계 이주자는 계속되었지만, 이 지역에서 보어인은 다수파의 지위를 차지하고 계속 특권을 누렸다.
나탈 식민지는 다른 세 식민지와는 다른 역사를 걷게 되었다. 나탈 공화국 멸망 때 보어인의 대부분이 이 지역을 탈출하여 내륙을 향했고, 이후 식민 정부가 영국인의 이민을 장려했기 때문에 이 지역 백인 대다수를 영국인이 차지한 것이다. 또한 해안에서 일할 농장의 노동력으로 영국령 인도보다 많은 인도 사람이 유입되었다.

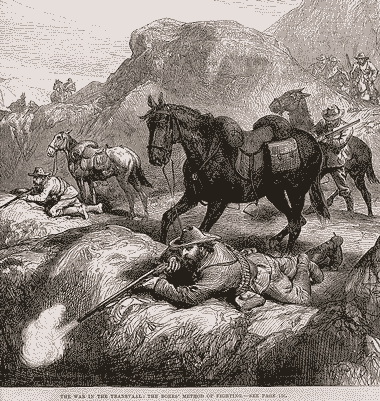
제1차 보어전쟁

오렌지 자유국의 정부는 중앙집권적이고 안정되어 있었다. 일원제의 의회는 백인에게만 개방되어 있었지만 보어인만 참여하는 것은 아니었고, 정부 내에서 눈에 띄는 대립도 없었다. 제3대 대통령으로 요하네스 마르티누스 프레토리우스(앤드리스의 아들)가 취임하였다. 그는 초대 트란스발 공화국의 대통령이며, 양국의 대통령을 겸임하고 통일을 목표로 했지만, 트란스발의 반발에 의해 트란스발의 대통령직은 사임하게 되어 양국의 통일은 멀어졌다. 제4대 JH 브란드 대통령의 시대에 오렌지 자유국은 최성기를 맞이한다. 국내의 각종 제도가 정비되었고, 1869년에는 동쪽의 소토족과의 전투에서 승리하여 카레돈 강 서쪽의 비옥한 토지를 빼앗았다. 1871년 각국의 분쟁지인 킴벌리에서 다이아몬드 광맥이 발견되자 오렌지 자유국은 킴벌리의 영유권을 주장했지만, 영국의 지원을 받은 서그리카란드는 양보를 강요했다.
트란스발 공화국의 정권은 각지의 유력자가 대립을 반복해 항상 불안정하였다. 정부 기구는 미숙하고, 행정력은 낮고, 몇 번이나 파벌 간에 내전이 일어났다. 1870년대에 들어 재정은 바닥을 치고 있었고, 게다가 영국에 의해서 1877년에 트란스발이 점령되어 그 역사의 종말을 맞이한다. 그러나, 1879년의 이산드르와나의 싸움에 대해 영국군이 즈르군에 완패하면서, 폴 크리가 이끄는 저항 운동이 활발하게 전개되어, 1881년의 마샤바 전투에서 쥬베이르 장군이 이끄는 트란스발 군대는 영국군을 격파하였다. 같은 해 트란스발은 재독립을 하게 되었다.

### 제2차 보어 전쟁
1886년, 현재 요하네스버그인 트란스발 지역에서 황금이 발견되자 골드러쉬가 일어났다. 그러면서 트란스발의 경제는 호전되었고, 트란스발은 급속히 남아프리카 공화국 경제의 중심지가 되어 갔다. 그러나 트란스발의 대통령 폴 쿠류가는 유입 온 백인에게 선거권을 인정하지 않고, 14년 이상 트란스발에 거주한 백인에게만 선거권을 인정했기 때문에 백인 사회에 불만이 팽배해졌다.
한편, 케이프 식민지에서는 총리에 세실 로즈가 취임하였다. 킴벌리에서 다이아몬드 채굴로 재산을 모은 로즈는 황금이 넘쳐나는 트란스발 재병합을 획책했다. 1895년, 로즈는 제무손에서 트란스발 무장 쿠데타를 획책하다가 실패하였다. 이 제무손 습격 사건으로 로즈는 실각했지만, 영국 본국의 식민지 책임자 조셉 체벌린과 케이프 총독 밀너들은 서도 통합을 계속 획책했다. 영국 사람에 대한 불평등 대우를 구실로 트란스발에 최후 통첩을 하기에 이르렀다. 오렌지 자유국의 중재도 없이, 1899년 10월 12일에 선전포고를 하고, 제2차 보어 전쟁을 시작한다. 트란스발 외에 마지막까지 중재를 계속 해온 오렌지 자유국도 국내 여론에 따라 트란스발 편으로 참전하여 보어인과 영국 전면전 양상을 보이고 있었다.
1899년 보어 측이 공세를 했으나, 1900년에 들어가면서 지형적 이점을 안고 있는 영국이 공세로 전환하여 3월 13일에 오렌지 자유국의 수도 블룸폰테인을, 6월 5일에는 트란스발의 수도 프리토리아를 점령했다. 그러나 보어군은 게릴라 전쟁으로 계속 저항을 하였고 전쟁은 장기화되었다. 반면 영국은 보어인을 강제수용소로 보내 게릴라 소탕 전략에 나섰다. 이 수용소에는 12만명 전후의 보어인이 보내져 열악한 환경으로 2만명 전후의 보어인이 사망했다.
보어인의 패배가 확정적이자, 두 공화국의 대표는 항전을 포기하고 조건 투쟁으로 전략을 선회하였다. 두 공화국에서 네덜란드어 공용은 인정받지 못했지만, 교육 및 법원에서 네덜란드어의 사용이 허용되었고, "상황이 허락하는 한 즉시" 두 식민지의 자치를 인정한다는 조건으로 협상이 성립되었다. 그리하여 1902년 5월 31일 《베레니깅 평화조약》(Treaty of Vereeniging)에 의해, 트란스발과 오렌지 자유국은 독립을 상실했다.

## 남아프리카 연방

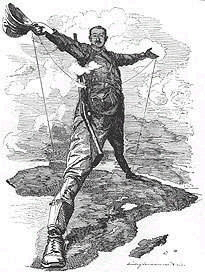
세실 로즈, 동 시대의 풍자화

보어 전쟁 종결 후, 영국은 보어인 공화국을 밀너 총독의 강권 통치 하에서 두었지만, 보어 전쟁 때 영국 내에서 고조된 비난에 의해서 챔벌린은 사직을 할 수 밖에 없게 되어 정권이 교체되었다. 새로운 정부는 이전 두 공화국에서 의회 설립과 선거의 실시를 인정했다. 이 1907년 2월 20일의 선거에서는 영국에 유리한 선거법이 도입되었지만, 광산왕이 인솔하는 친영파는 선거에서 대패하였다. 보어인은 선거로 단결하며, 오렌지 강 식민지의 지도자인 제임스 배리 뮤닉 허츠어크가 인솔하는 오렌지 동맹과 트란스발의 루이스 보타와 얀 스머츠가 인솔하는 헤트 국민당에게 투표하였다. 게다가 영국계의 친보어 정당이 노동자의 지원을 얻었기 때문에, 구보어인 공화국에 있어 보어파는 압도적 다수의 지지를 얻고 정권을 잡았다. 1908년 2월의 케이프 식민지의 선거에서도 친보어파가 정권을 잡았다.

## 인종 차별 이전
1910년 5월 31일 통과된 남아연방에서 가장 중요한 정책은 백인 간의 인종 문제였다. 부유하고 자유로운 영국계와 가난하고 보수적인 아프리카너는 곳곳에서 마찰을 일으키고 있었고, 결국 흑인을 희생해서 두 인종은 모두 경제 성장을 달성하고 1948년까지 두 인종 간의 경제 격차가 거의 없어져 있었다. 정권은 항상 유권자의 60%를 차지며, 영국계보다는 단결하는 경향이 강한 아프리카너가 쥐고 있었다. 따라서 인구가 많은 아프리카너는 선거에서 항상 유리한 고지를 점령하고 있었다. 1910년 남아공 정부의 자리에 오른 것은 루이스 보타와 양 스머츠이고 그들이 이끄는 남아프리카당은 광산주와 영국계를 배려하면서 정책을 운영하였다. 이에 불만을 느낀 제임스 베리 헤츠어크는 1914년 내각을 뛰쳐나와 국민당을 창당했다. 한편, 남아프리카당 정권은 백인의 지위 향상을 목표로 하여 흑인 차별을 법제화하고, 1913년 원주민 토지법에 따라 흑인을 거류지로 몰아넣으려 했다.
1922년 백인 노동자의 광산 파업에 스머츠는 무력으로 진압을 강행했기 때문에 유권자의 지지를 잃고, 1924년의 선거에서는 국민당이 정권을 잡았다.
헬츠어크의 국민당 정권은 아프리카너의 지위 향상을 위해서 다양한 정책을 실시했다. 농산물 시장의 보호나 백인 노동자 보호, 백인 여성에게의 참정권의 부여하는 등 백인 전체의 정치력, 경제력을 향상시켰고, 1925년에는 공용어를 네델란드어에서 아프리칸스어로 변경했다. 1927년에는 《풍기문란법》을 제정하여 다른 인종간의 연애를 금지시켰다.
1931년 웨스트민스터 헌장이 채택되어 남아프리카는 캐나다나 오스트레일리아와 같이 자치국으로 영국연방 내에 독립국의 지위를 가지게 되어, 내정 외교에서 완전한 주권을 획득하였다.
1933년에는 대공황의 여파를 받아 국민당의 헬츠어크와 남아프리카당의 스머츠가 연립 정권을 수립하였다. 1934년에는 양당은 합병을 통해 연합당이 되었다. 이것에 불만을 품은 다니엘 프랑소와 마란은 1933년에 순수 국민당을 설립하였고, 이것이 이후의 《국민당》이 된다.
제2차 세계대전이 발발하자 남아프리카는 연합국으로 참전하지만, 이것에 반대하던 일부 아프리카너는 친 나치스 단체를 만들고 반전 운동을 펼쳤다. 제2차 세계대전은 전장에서 멀리 떨어진 남아프리카의 경제를 비약적으로 발전시켜 공업화가 진행되면서 백인의 빈곤도 거의 사라졌다. 그러나 아프리카민족회의(ANC)에 참여한 흑인도 백인과의 격차에 심한 불만을 가지자, 연합당 정부는 《통행법》(Pass laws)의 완화 등 몇 개의 양보를 실시했다. 그러나 이 양보는 흑인에도 불만이었지만, 아프리카너의 사이에 심각한 불안을 야기하여 인종차별 정책을 주장하는 국민당은 급격한 지지를 획득하게 되었다.
아파르트  말랑이 총리에 취임했다. 국민당은 정권 획득 후, 1950년부터 인종차별정책을 실행에 옮기기 시작했다. 이 정책을 국민당은 인종별로 분리하여 발전하는 방안을 제시한 것으로 "격리"(아프리카에서 아파르트 헤이트)라고 불렀다. 그때까지 차별법 외에도 인종 간 결혼을 금지시켰던 잡혼 금지법(1949년), 인종별 거주를 법제화한 집단 현지법(1950년)과 흑인의 신분증 휴대를 의무화했던 통행법(1952년), 교통 및 공공 시설을 인종별로 분리하여 격리 시설을 명시한 보유법(1953년), 인종별 교육을 실시한 반투 교육법(1953년) 등이 차례로 법제화되어, 백인, 유색인종, 인도인, 흑인 네 인종 사회의 모든 면에 분리를 시키는 정책이 실시되었다. 또한 1951년 국민당은 유색 인종에게 참정권과 피선거권을 박탈하는 법안을 통과시켰다. 사법부는 이를 강력하게 저항했지만, 1956년에는 양원 3분의 2 이상의 가결을 거쳐 마지막으로 유색인종의 참정권과 피선거권을 박탈하였다 이에 대해 흑인을 대표하는 아프리카 민족회의 등은 반대의 목소리를 높였지만, 선거권을 가진 대다수의 백인은 이 조치에 대해 환영하였고, 국민당은 1989년 총선때까지 선거에서 계속 승리를 하였다.

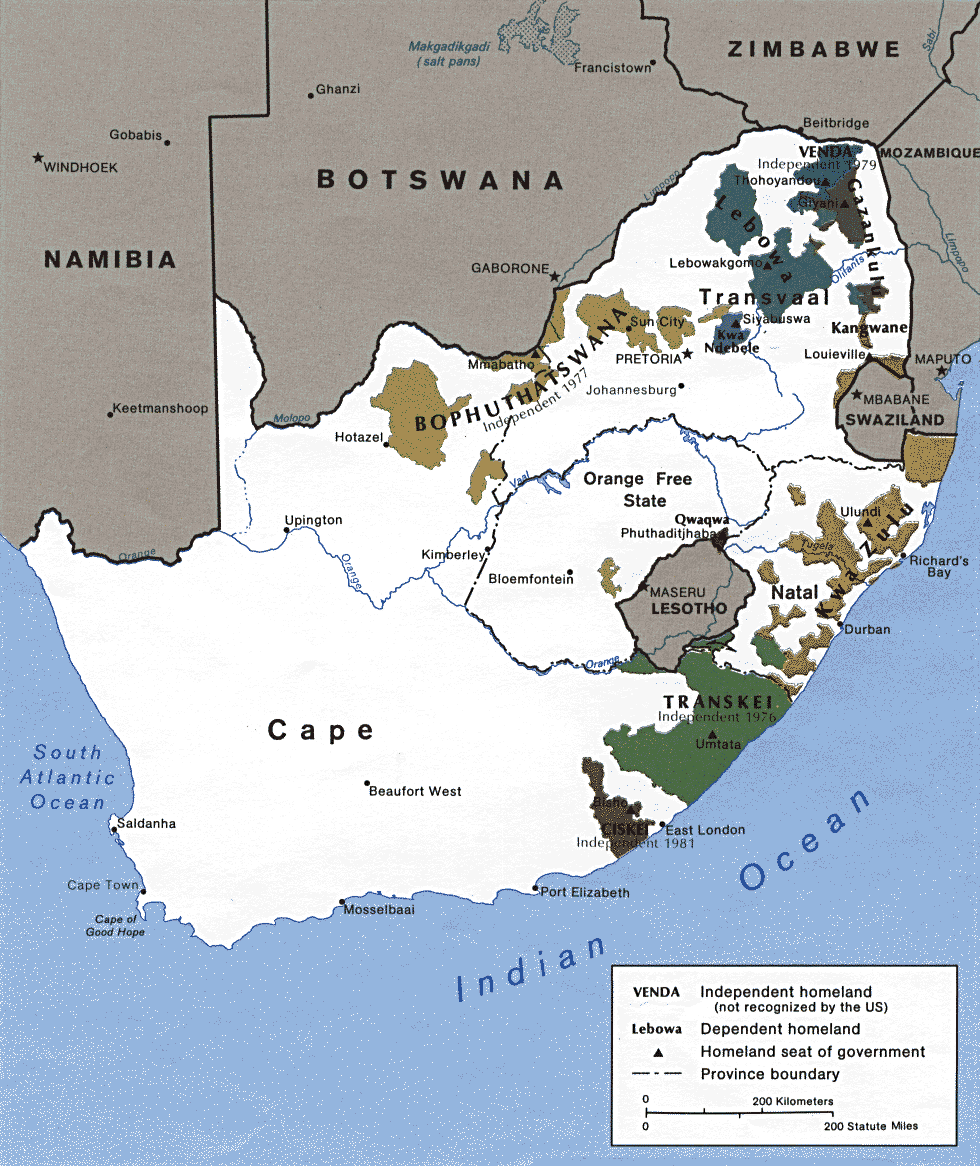
반투스탄 지도

국민당 정부 하에서 정부의 권한은 급속하게 증가하여 사법 통제도 가능하게 되었다. 백인 내에서 민주주의는 유지되었고, 인종차별 반대를 포함한 언론의 자유도 인정했지만, 정부는 재판도 없이 사람들을 체포하는 권한과 집회를 금지하는 권한, 간행물 발행을 금지하는 권한과 출판물을 검열하는 권한을 가지고 있어서 남아프리카 공화국은 공안국가적인 양상을 띠고 있었다. 백인과 흑인 등 다른 인종은 분명히 선긋기가 되어서 숙련된 노동을 백인이, 단순 노동은 다른 인종이 책임을 지고 부를 백인이 독점하는 구도가 완성되었다.
말랑은 1954년 은퇴를 하였고, 후임 총리가 된 요한 스토리다무가 1958년 사망하면서 헨드릭 프르부르트가 총리의 자리에 올랐다. 1959년 반투 자치법이 제정되어 국토를 백인 지구(87 %)와 흑인 지구(13 %)로 나누어 흑인은 민족마다 반투스탄에 속하게 했다.
인구의 대다수를 차지하는 흑인에게는 매우 작은 황량한 벽지 밖에 주어지지 않았고, 백인이 국토의 중요한 대부분을 독점했다. 게다가 통행법 등 각종 차별 법안을 강화해 아파르트헤이트를 한층 더 견고하게 유지했다. 이 때문에 프르부르트는 "아파르트헤이트의 건설자"라고도 불린다. 이러한 조치에 대해 국제적인 비판이 집중되었고, 1960년부터 남아프리카는 올림픽 참가도 거부되게 된다. 영국연방에서도 비판이 일어나자, 프르부르트는 1960년에 원수를 영국 여왕으로 하는 입헌 군주제에서 대통령을 원수로 하는 공화제로 변경하는 국민투표를 실시하였다. 나타르 주는 반대했지만, 다른 3주의 찬성에 의해 남아프리카는 공화제로 이행하였고, 남아프리카 공화국이 성립되었다. 그리고 다음 해에는 영국연방을 탈퇴했다. 그러나 남아프리카는 국시를 반공으로 하고 있어, 서방 여러 나라들에게 경제적으로도, 전략적으로도 중요한 우호국이었기 때문에 실질적인 경제 제재는 동반되지 않았다.

## 인종 차별의 동요
프르부르트는 1966년 9월 6일에 암살되어 정권은 바르타자르 포르스타에게 이어졌다. 포르스타는 국제적 비난을 완화시키려고, 반트스탄 중에서 트란스 조개 등 4개를 독립시켰지만, 실권은 남아프리카가 잡고 있어서 이 독립을 인정한 나라는 남아프리카 이외에는 존재하지 않았다. 또 북쪽에서 잇달아 탄생한 남부 아프리카의 여러 흑인 국가에 대해 동요 공작을 펼쳤다. 그리고 이러한 정책에 아프리카에서 식민지화 정책을 계속 유지하던 포르투갈이 동조했다. 1975년에 포르투갈에서 일어난 정변에 의해서 독립한 앙골라나 모잠비크에 대해서는 반정부 활동을 지원하였고, 앙골라 내전에는 남아프리카 국방군이 직접 개입하여, 같은 아파르트헤이트를 계속하고 있던 로데지아의 백인 정권을 지원하였다. 이 때문에 일시적으로 잠잠하던 흑인 해방운동이 스티브 비코 등의 지도자에 의해서 다시 활발해지게 되었다. 1976년, 아프리칸스어 언어화 교육에 반대해 소웨토 봉기가 일어났지만 포르스타는 이것을 무력으로 진압하였다. 1978년에는 수상에 피타 위렘 보타를 임명해 자신은 대통령으로 취임했지만, 결국 뇌물 스캔들에 의해 사임하였다.
보타는 비백인에 대해 다소 양보를 실시하여, 흑인 노동조합의 결성을 인정하였고, 1984년에는 수상직을 폐지하여 의례적인 직위였던 대통령직에 실권을 집중하였다. 백인, 유색인종, 인도인에 의한 3 인종 의회를 개설했지만, 국민의 대다수를 차지하는 흑인에게는 변함없이 선거권은 주어지지 않고, 유색인종이나 인도인에도 백인에게 승리할 수 있는 길이 차단되어 이 개정은 전 세계의 비난을 받았다. 한편, 이러한 양보에도 불구하고 불만이 지속되자, 아프리카너 보수파는 앤드리스 트류니히트를 중심으로 보수당을 결성하여 보다 강력한 아파르트헤이트의 실행을 요구했다. 1985년에는 《잡혼금지법》, 《풍기문란법》, 《격리 시설 유보법》이 폐지되었고, 1986년에는 《통행법》이 폐지되었지만, 흑인의 불만은 전혀 해소되지 못했다. 전국에서 정치 폭력이 계속되었고, 또 전 세계에서 아파르트헤이트 반대 운동의 물결이 높아졌다.

## 아파르트 헤이트의 종말
1989년, 보타는 질병으로 대통령을 사임하였고, 프레드릭 빌렘 드 클라크가 대통령에 취임하였다. 드 클라크는 전통적인 대결 노선에서 대화 노선으로 전환하고 1990년 2월 11일 넬슨 만델라를 석방하였다. 또한 올리버 탐보와 월터 시슬 등의 흑인 지도자들을 석방하자, ANC는 1990년 8월 무장 투쟁을 포기하였고 대화 채널이 열렸다. 반면 백인 우익 보수와 줄루족의 만고스트 브테레지가 이끄는 잉카타 자유당이 반대를 표명하고, 정치 폭력이 나탈을 중심으로 격화되었다. 1991년 드 클라크는 나머지 인종차별법(원주민 토지법, 집단 지역법, 인구등록법) 등을 폐지하였고, 1993년은 보유한 핵무기를 공개하며 모두 폐기했다. 1993년 4월 모든 인종 선거를 실시하여 5% 이상의 표를 획득한 정당은 연정에 참가하기로 주요 정당이 합의하였다. 백인 우익 중 일부도 자유롭게 전선을 결성하여 선거에 출마하고, 또한 선거 며칠 전 마지막 주요 세력이었던 잉카타 자유당도 선거 참여를 표명했다. 선거는 대체로 평온하게 진행되었으며 아프리카민족회의가 62.5%를 획득 제1당이 되었고, 국민당이 20.4%, 잉카타 자유당이 10.5%를 획득하고 정권에 대한 참가 자격을 얻었다. 따라서 넬슨 만델라 대통령, 터보 음베키와 데 클라크가 부통령에 취임하여, 남아프리카 공화국 최초의 모든 인종 정부가 성립되었다. 이로써 아파르트 헤이트 체제는 끝을 맺었다.

## 무지개 국가를 꿈꾸며

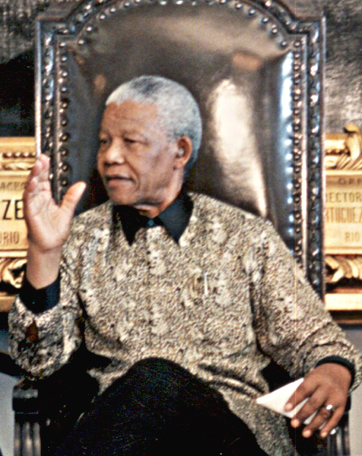
넬슨 만델라 (1998년)

새 정부 출범 이후 만델라는 인종 간의 화해의 마음을 열었다. 1996년 11개 언어를 공용어로하고 모든 차별을 금지하는 새 헌법이 제정되고, 모든 인류가 화합 공존하는 "무지개의 나라"가 남아프리카 공화국의 구호가 되었다. 흑인 거주 구역의 인프라 정비와 교육의 충실을 기해 적극적 고용개선 조치(Affirmative Action)를 실시하여 인종 간의 격차를 줄이려고 노력했다. 또한 경제 정책에 대해서는 국민당 정권을 계승하고, 신자유주의의 입장을 견지했다. 따라서 남아공 경제는 성장을 계속했지만, 원래 500만명의 백인을 위한 경제 규모로 수립되어 있던 남아프리카 공화국 경제가 4,000만명의 남아공화국 국민 향해 다시 구축하는 것이 어렵고, 기업은 높은 이익 구조를 유지 했지만 고용은 좀처럼 진전되지 못했다. 또한 아파르트 헤이트의 소멸로 인해 지금까지 남아프리카에 입국하지 못했던 모잠비크와 짐바브웨 등 주변국에서 흑인들이 속속 자리를 찾아 흘러들어왔다. 따라서 실업률이 극도로 악화되었고, 실업자는 정치 폭력의 시대부터 세간에 범람화기가 범죄에 달렸다. 이렇게 남아프리카 공화국의 치안은 세계 최악 수준으로 하락하였고, 요하네스버그와 더반 중심가는 대기업이 빠져나가 유령 도시로 바뀌었다.
1999년, 만델라는 은퇴하고 부통령 터보 음베키가 대통령에 취임했다. 음베키는 흑인 경제력 강화 정책을 실시하고, 백인 기업의 직함과 권익을 다른 인종에게 분배하여 경제적 격차를 축소하려했다. 그러나 인종 간의 차이는 다소 긴축했으나 문제의 근본인 소득 분배의 불평등과 실업은 개선되지 않고 치안이 점점 악화되는 상태였다. 또한 음베키 정부는 에이즈 퇴치에 실패하여 남아프리카 공화국 생산노동 인구의 21.5% (2004년 기준)가 HIV에 감염된 것으로 추정되었다.
2008년 부통령 제이콥 주마 ANC 의장이 음베키를 실각시키고, 대통령에 취임했다. 주마 행정부는 에이즈 문제, 지니 계수 0.73이라는 세계 최고의 소득 격차, 실업 문제, 세계에서 가장 나쁜 치안 등 문제가 산적한 상태이며 인종차별의 그늘이 여전히 남아있다. 그러나 2010년에 《2010년 FIFA 월드컵》이 남아프리카 공화국에서 개최되는 것을 계기로 민간 중심으로 치안 개선 운동이 일어나고, 또한 대중 교통이 취약했던 남아프리카 공화국 최초의 도시 근교 고속철 《하우트레인》(Gautrain)이 개통되는 등 개선을 위한 많은 노력을 기울이고 있다.

## 같이 보기
- 아프리카의 역사